# Mikael Backlund
Mikael Backlund (* 17. března 1989, Västerås) je švédský hokejový útočník hrající v severoamerické National Hockey League (NHL) za tým Calgary Flames, který ho v roce 2007 draftoval ze 24. pozice jako nejvýše postaveného Švéda v tomto draftu. V NHL debutoval během sezóny 2008/09. V juniorech hrál za VIK Västerås HK ve švédské juniorské lize J20 SuperElit a za Kelowna Rockets v kanadské Western Hockey League (WHL), kde byl v roce 2009 členem mistrovského týmu.
Mezinárodně, reprezentoval Backlund Švédsko na několika akcích. Byl členem týmu, který v letech 2008 a 2009 získal stříbrné medaile na Mistrovství světa juniorů v ledním hokeji a v roce 2011 na Mistrovství světa v ledním hokeji na Slovensku vybojoval se švédským týmem stříbrné medaile.

## Klubové statistiky
| Sezona     | Klub            | Soutěž     | Základní část | Základní část | Základní část | Základní část | Základní část | Play off | Play off | Play off | Play off | Play off |
| Sezona     | Klub            | Soutěž     | Z             | G             | A             | B             | TM            | Z        | G        | A        | B        | TM       |
| ---------- | --------------- | ---------- | ------------- | ------------- | ------------- | ------------- | ------------- | -------- | -------- | -------- | -------- | -------- |
| 2005/06    | Västerås HK     | J20        | 25            | 15            | 16            | 31            | 30            | —        | —        | —        | —        | —        |
| 2005/06    | Västerås HK     | Swe-2      | 12            | 2             | 2             | 4             | 14            | —        | —        | —        | —        | —        |
| 2006/07    | Västerås HK     | J20        | 7             | 5             | 4             | 9             | 8             | 5        | 1        | 0        | 1        | 4        |
| 2006/07    | Västerås HK     | Swe-2      | 18            | 1             | 2             | 3             | 14            | —        | —        | —        | —        | —        |
| 2007/08    | Västerås HK     | J20        | 9             | 7             | 6             | 13            | 20            | —        | —        | —        | —        | —        |
| 2007/08    | Västerås HK     | Swe-2      | 37            | 9             | 4             | 13            | 24            | 14       | 6        | 3        | 9        | 4        |
| 2008/09    | Västerås HK     | J20        | 2             | 3             | 2             | 5             | 0             | —        | —        | —        | —        | —        |
| 2008/09    | Västerås HK     | Swe-2      | 17            | 4             | 4             | 8             | 39            | —        | —        | —        | —        | —        |
| 2008/09    | Calgary Flames  | NHL        | 1             | 0             | 0             | 0             | 0             | —        | —        | —        | —        | —        |
| 2008/09    | Kelowna Rockets | WHL        | 28            | 12            | 18            | 30            | 26            | 19       | 13       | 10       | 23       | 26       |
| 2009/10    | Abbotsford Heat | AHL        | 54            | 15            | 17            | 32            | 26            | 13       | 1        | 8        | 9        | 14       |
| 2009/10    | Calgary Flames  | NHL        | 23            | 1             | 9             | 10            | 6             | —        | —        | —        | —        | —        |
| 2010/11    | Calgary Flames  | NHL        | 73            | 10            | 15            | 25            | 18            | —        | —        | —        | —        | —        |
| 2010/11    | Abbotsford Heat | AHL        | 1             | 0             | 0             | 0             | 0             | —        | —        | —        | —        | —        |
| 2011/12    | Calgary Flames  | NHL        | 41            | 4             | 7             | 11            | 16            | —        | —        | —        | —        | —        |
| 2012/13    | Västerås HK     | Swe-2      | 23            | 12            | 18            | 30            | 22            | —        | —        | —        | —        | —        |
| 2012/13    | Calgary Flames  | NHL        | 32            | 8             | 8             | 16            | 29            | —        | —        | —        | —        | —        |
| 2013/14    | Calgary Flames  | NHL        | 76            | 18            | 21            | 39            | 32            | —        | —        | —        | —        | —        |
| 2014/15    | Calgary Flames  | NHL        | 52            | 10            | 17            | 27            | 14            | 11       | 1        | 1        | 2        | 8        |
| 2015/16    | Calgary Flames  | NHL        | 82            | 21            | 26            | 47            | 28            | —        | —        | —        | —        | —        |
| 2016/17    | Calgary Flames  | NHL        | 81            | 22            | 31            | 53            | 36            | 4        | 1        | 2        | 3        | 0        |
| 2017/18    | Calgary Flames  | NHL        | 82            | 14            | 31            | 45            | 78            | —        | —        | —        | —        | —        |
| 2018/19    | Calgary Flames  | NHL        | 77            | 21            | 26            | 47            | 52            | 5        | 1        | 2        | 3        | 8        |
| 2019/20    | Calgary Flames  | NHL        | 70            | 16            | 29            | 45            | 26            | 10       | 4        | 2        | 6        | 8        |
| 2020/21    | Calgary Flames  | NHL        | 54            | 9             | 23            | 32            | 30            | —        | —        | —        | —        | —        |
| 2021/22    | Calgary Flames  | NHL        | 82            | 12            | 27            | 39            | 30            | 12       | 5        | 3        | 8        | 8        |
| NHL celkem | NHL celkem      | NHL celkem | 620           | 129           | 191           | 320           | 309           | 20       | 3        | 5        | 8        | 16       |

### Reprezentační statistiky
| 2006            | Švédsko 18      | MS18            | 3  | 1  | 0 | 1  | 0  | 6. místo         |
| 2007            | Švédsko 18      | MS18            | 6  | 6  | 1 | 7  | 6  | Bronzová medaile |
| 2008            | Švédsko 20      | MSJ             | 6  | 3  | 4 | 7  | 10 | Stříbrná medaile |
| 2009            | Švédsko 20      | MSJ             | 6  | 5  | 2 | 7  | 6  | Stříbrná medaile |
| 2010            | Švédsko         | MS              | 6  | 0  | 1 | 1  | 2  | Bronzová medaile |
| 2011            | Švédsko         | MS              | 9  | 3  | 2 | 5  | 2  | Bronzová medaile |
| 2014            | Švédsko         | MS              | 10 | 5  | 3 | 8  | 29 | Bronzová medaile |
| 2016            | Švédsko         | MS              | 8  | 3  | 1 | 4  | 4  | 6. místo         |
| 2016            | Švédsko         | SP              | 2  | 0  | 0 | 0  | 0  | Bronzová medaile |
| Junioři celkově | Junioři celkově | Junioři celkově | 21 | 15 | 7 | 22 | 22 |                  |
| Senioři celkově | Senioři celkově | Senioři celkově | 35 | 11 | 7 | 18 | 37 |                  |

### Ocenění a úspěchy
| TV-pucken (turnaj ve Švédsku pro hráče do 15 let) Nejužitečnější hráč turnaje               | 2006    | [ 1 ] |
| TV-pucken Sven Tumba Award Nejlepší útočník                                                 | 2006    | [ 1 ] |
| Ralph T. Scurfield Humanitarian Award Calgary Flames – Vůdce a prospěšná práce s veřejností | 2013/14 | [ 2 ] |

#### Profily
- Mikael Backlund – statistiky na Hockeydb.com (anglicky)
- Mikael Backlund – statistiky na Elite Prospects (anglicky)
- Mikael Backlund – statistiky na NHL.com

| Předchůdce             | Mikael Backlund                            | Nástupce             |
| Leland Irving (Kanada) | Výběr v prvních kolech Calgary Flames 2007 | Greg Nemisz (Kanada) |